# Lilla-barlang
A Lilla-barlang 1988 óta Magyarország fokozottan védett barlangjai közül az egyik. A Bükk-vidék területén található. A Bükki Nemzeti Park része.

## Leírás
A Kis-fennsík keleti részén, a Kaszás-kúti-visszafolyótól körülbelül 50 méterre, sziklás terepen, erdőben, egy töbör oldalában van a terméskővel másfél–két méter magasságig kirakott előterű, bontott, mesterségesen kialakított, vízszintes tengelyirányú bejárata. Vízszintes kiterjedésű, elágazó, inaktív víznyelőbarlang. A kialakulásában valószínűleg a Kaszás-kúti-patak is szerepet játszott. Triász időszaki mészkőben keletkezett. Egy nagy méretű, cseppköves terem osztja ketté a nagyon agyagos barlangot.
A Kis-kőháti-zsombolyhoz hasonlóan itt is találni a cseppkőtörmelékes kitöltésen, törmelékhalmon létrejött, méteres átmérőjű állócseppköveket. Szalmacseppkövei is figyelmet érdemelnek. Barlangi medve és egyéb gerincesek csontjai kerültek elő belőle. A vízszintes kiterjedése 70 méter. A barlang egy vasajtóval le van zárva. A barlangnak az idegenforgalom számára nem megnyitott szakaszai a Bükki Nemzeti Park Igazgatóság engedélyével látogathatók. Barlangjáró alapfelszereléssel járható.
Nevét a közeli Lillafüred nevéről kapta. 1978-ban volt először Lilla-barlangnak nevezve a barlang az irodalmában. Előfordul a barlang az irodalmában Kaszáskúti /inaktív/ víznyelőbarlang, Még neve sincs barlang (Kordos 1978) és Romvár-barlang (Kordos 1978) neveken is.

## Kutatástörténet
A miskolci Bányász Barlangkutató Csoport tagjai 1970-ben, bontással kezdték el feltárni a barlangot. 1978 októberében jutott be a csoport a barlangba. Az 1978. évi feltárói Várszegi Sándor, Mélypataki Zoltán, Máriássy Ferenc, Vigyó János és Bettes Éva voltak. 1978 novemberében Várszegi Sándor és Szeremley Szabolcs függőkompasszal, fokívvel és mérőszalaggal felmérte. 1978-ban, a felmérés adatainak felhasználásával elkészült a barlang alaprajz térképvázlata és keresztmetszet térképei. Ebben az évben meg lett szerkesztve a barlang alaprajz térképe és keresztmetszet térképei. A felmérés szerint a barlang hossza 180 m, mélysége pedig 15 m. Lénárt László és Majoros Zsuzsanna 1978. november 13-án, a barlang bontási törmelékéből és kitöltésének felszínéről barlangi medve, nagy pele és mezei nyúl csontokat gyűjtött.
Az 1979. január–februári MKBT Műsorfüzetben publikált tájékoztatás szerint 1978. októberben és novemberben lett feltárva 100 m-nél hosszabban. Az 1979-ben megjelent Barlangok a Bükkben című könyvben szó van arról, hogy a Kaszás-kút mellett található a Lilla-barlang. A nagyon szép barlang 150 m hosszú, majdnem vízszintes és sok benne a cseppkő. Fokozottan kell védeni. A kiadványban van egy fénykép, amelyen a barlangban lévő cseppkőoszlop figyelhető meg. A könyvhöz mellékelt, a Bükk hegység barlangokban leggazdagabb területét bemutató térképen látható a 8-as számmal jelölt barlang földrajzi elhelyezkedése.
A Borsodi Szénbányák Igazgatóság Sportegyesület Természetjáró Szakosztály Barlangkutató Szakcsoportja a barlang bejáratának közelében, 1982-ben végzett bontó munkát, amely a barlang biztonságos lezárásához kellett, majd egy 4 mm-es bordás lemezborítást szerelt a korábban beépített vasrácsra. Ezzel gyakorlatilag megszűnt a sorozatos feltörés lehetősége. A barlang 1982. október 6-án írt barlangkataszteri törzslapján az olvasható, hogy a Lilla-barlang kb. 180 m hosszú, kb. 15 m mély és kb. 70 m vízszintes kiterjedésű. A barlang bontott bejárata 1,2 m magas, 1,6 m széles, és egy belső zárral ellátott vasajtó van rajta. A törzslapon található októberi megjegyzés szerint a barlangjárás nagyon veszélyezteti képződményeit. Járatszint mélyítés kell a mennyezeti képződmények megóvása miatt. A barlang bejárata előtt, két oldalon fel van halmozva a bontási törmelék.
Az 1984-ben kiadott, Magyarország barlangjai című könyv országos barlanglistájában szerepel a Bükk hegységben lévő barlang Lilla-barlang néven Romvár-barlang névváltozattal. A listához kapcsolódóan látható az Aggteleki-karszt és a Bükk hegység barlangjainak földrajzi elhelyezkedését bemutató, 1:500 000-es méretarányú térképen a barlang földrajzi elhelyezkedése. 1987-ben bontással két rövid cseppköves járatszakaszt fedeztek fel és a barlang le lett zárva. 1988. október 1-től a környezetvédelmi és vízgazdálkodási miniszter 7/1988. (X. 1.) KVM rendeletének (6. §. 2. pont, illetve 5. sz. melléklet) értelmében a Bükk hegységben lévő Lilla-barlang fokozottan védett barlang. Ásványkiválásai miatt lett fokozottan védett barlang. Az 1988. évi Karszt és Barlangban közölve lett, hogy a Bükk hegységben elhelyezkedő Lilla-barlang bekerült Magyarország fokozottan védett barlangjai közé. Magyarországon a Lilla-barlanggal együtt 108 barlang van fokozottan védve.

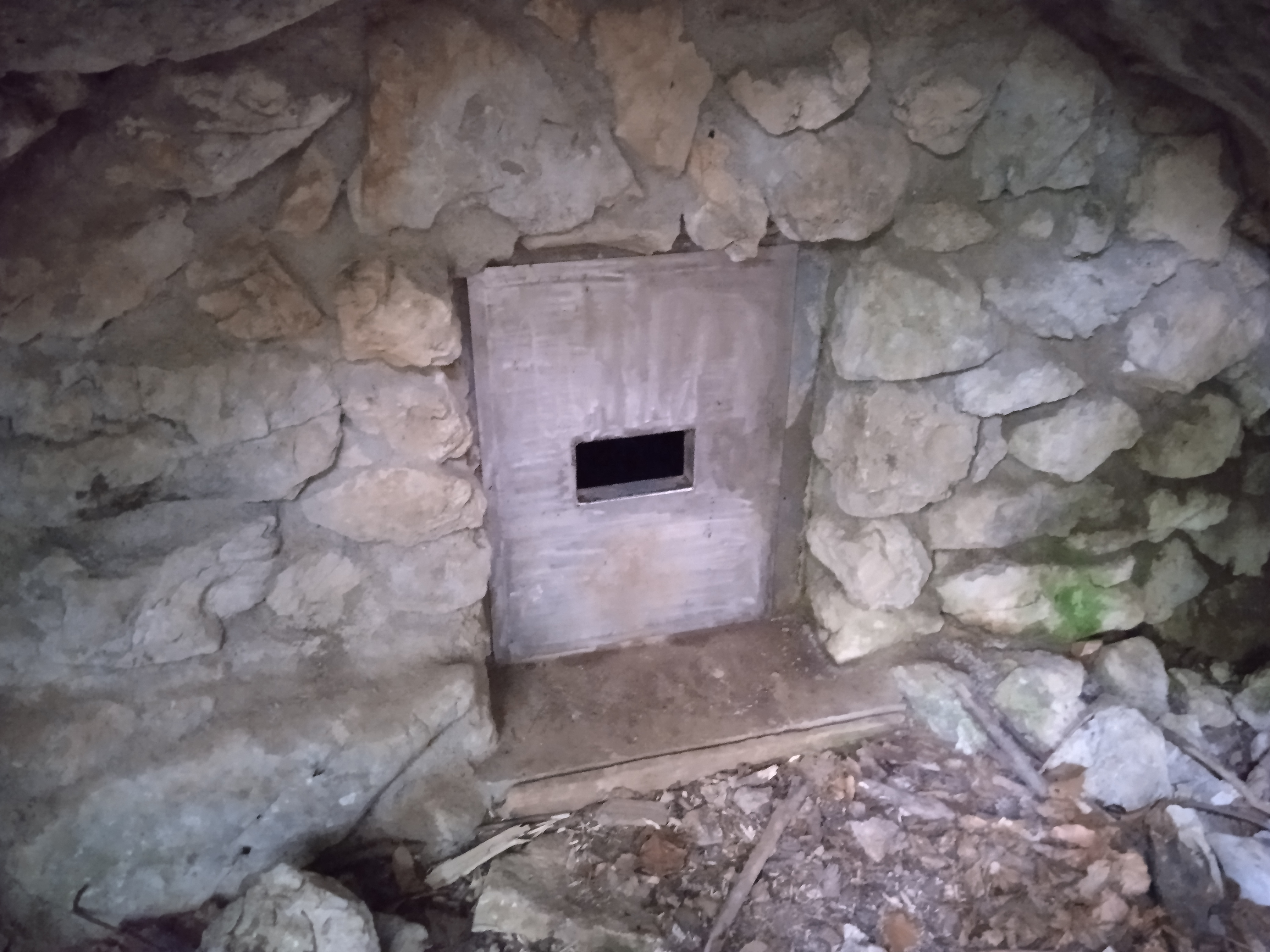
A Lilla-barlangot lezáró ajtó

A Borsodi Szénbányák Ig. SE Természetjáró Szakosztály Barlangkutató Szakcsoportjának 1990-ben volt kutatási engedélye a barlang kutatásához. 1998. május 14-től a környezetvédelmi és területfejlesztési miniszter 13/1998. (V. 6.) KTM rendelete szerint a Bükki Nemzeti Park Igazgatóság illetékességi területén, a Bükk hegységben található Lilla-barlang az igazgatóság engedélyével látogatható. 2000–2005-ben a Bükki Nemzeti Park Igazgatóság megbízásából a Marcel Loubens Barlangkutató  Egyesület tíz tagja, Veres Imre, Fogarasi Marina, Gedeon Boglárka, Gergely Péter, Krajnyák Erika, Kovács Zsolt, Csomós János, Lénárt Emese, Mogyorósi József és Sűrű Péter felmérték és a felmérés alapján Kovács Zsolt szerkesztett alaprajz térképet 13 keresztmetszettel, valamint vetületi oldalnézet térképet. 2001. május 17-től a környezetvédelmi miniszter 13/2001. (V. 9.) KöM rendeletének értelmében a Bükk hegység területén lévő Lilla-barlang fokozottan védett barlang. Egyidejűleg a fokozottan védett barlangok körének megállapításáról szóló 1/1982. (III. 15.) OKTH rendelkezés hatályát veszti. A 2003-ban kiadott, Magyarország fokozottan védett barlangjai című könyvben az látható, hogy 180 méter hosszú, 15 méter függőleges kiterjedésű és 70 méter vízszintes kiterjedésű.
A 2005-ben megjelent, Magyar hegyisport és turista enciklopédia című kiadványban önálló szócikke van a barlangnak. A szócikk szerint a Lilla-barlang a Bükk hegységben található és fokozottan védett természeti érték. A Kis-fennsík K-i részén, 374 m tszf. magasságban van a bejárata. A Kaszás-réti visszafolyó jelenleg már inaktív szakasza a triász mészkőben létrejött barlang. A Bányász Barlangkutató Csoport tagjai által az 1970-es években elkezdett bontómunka eredményeként 1978-ban lett feltárva a barlang. 180 m hosszú és 15 m függőleges kiterjedésű. Látványos, cseppkőképződményekkel díszített terem osztja meg az agyaggal nagyon feltöltött szűk járatot. A nagy mennyiségű agyag kitöltésben lévő gerinces csontanyag között több barlangi medve lelet volt. Engedéllyel járható a lezárt barlang.

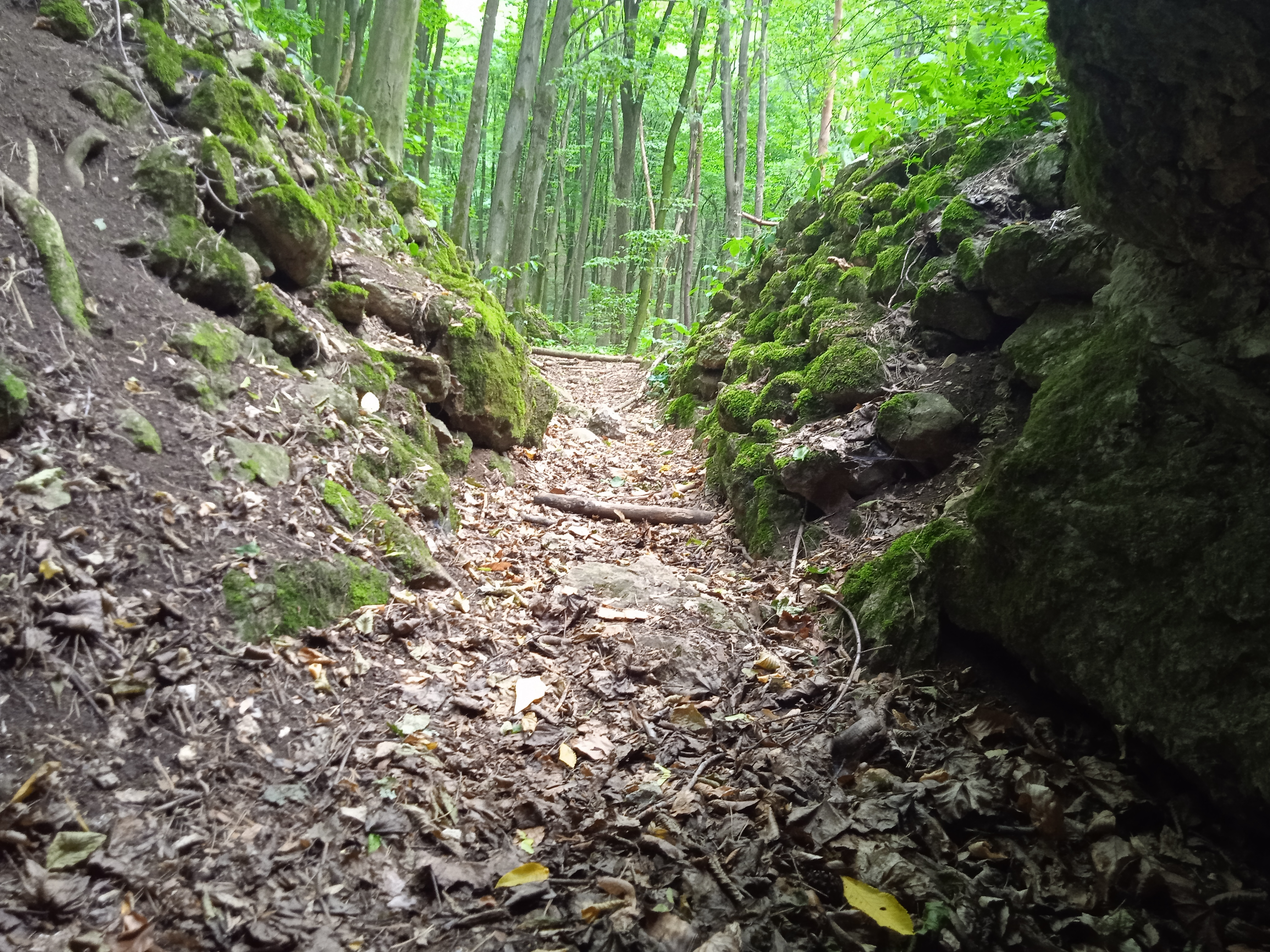
A Lilla-barlang előtere

2005. szeptember 1-től a környezetvédelmi és vízügyi miniszter 22/2005. (VIII. 31.) KvVM rendelete szerint a Bükki Nemzeti Park Igazgatóság működési területén, a Bükk hegységben található Lilla-barlang látogatók számára nem megnyitott szakaszai a felügyelőség engedélyével látogathatók. 2005. szeptember 1-től a környezetvédelmi és vízügyi miniszter 23/2005. (VIII. 31.) KvVM rendelete szerint a Bükk hegységben lévő Lilla-barlang fokozottan védett barlang. 2007. március 8-tól a környezetvédelmi és vízügyi miniszter 3/2007. (I. 22.) KvVM rendelete szerint a Bükki Nemzeti Park Igazgatóság működési területén lévő Bükk hegységben elhelyezkedő Lilla-barlang látogatók számára nem megnyitott szakaszai az igazgatóság engedélyével tekinthetők meg.
2013. július 19-től a vidékfejlesztési miniszter 58/2013. (VII. 11.) VM rendelete szerint a Lilla-barlang (Bükk hegység, Bükki Nemzeti Park Igazgatóság működési területe) idegenforgalom számára nem megnyitott szakaszai az igazgatóság hozzájárulásával látogathatók. A 2012–2014. évi Karszt és Barlangban közölve lett, hogy a turistáknak kiépített Lilla-barlangot 2012-ben 20 fő, 2013-ban 20 fő, 2014-ben 30 fő látogatta meg overállos barlangtúrán. 2015. november 3-tól a földművelésügyi miniszter 66/2015. (X. 26.) FM rendelete szerint a Lilla-barlang (Bükk hegység) fokozottan védett barlang. 2021. május 10-től az agrárminiszter 17/2021. (IV. 9.) AM rendelete szerint a Lilla-barlang (Bükk hegység, Bükki Nemzeti Park Igazgatóság működési területe) idegenforgalom számára nem megnyitott szakaszai az igazgatóság engedélyével látogathatók. A 13/1998. (V. 6.) KTM rendelet egyidejűleg hatályát veszti.

## Látogatási statisztika
A Lilla-barlang látogatóinak száma évenként:
| év              | 2006 | 2007 | 2008 | 2009 | 2010 | 2011 | 2012 | 2013 | 2014 | 2015 | 2016 | 2017 | 2018 |
| látogatók száma | –    | 3    | 15   | 8    | 0    | 86   | 20   | 20   | 30   | 0    | 10   | 10   | 0    |

## További irodalom
- Lénárt László: A miskolci barlangkutatás és a bükki barlangok összefoglaló ismertetése. Borsodi Műszaki-Gazdasági Élet, 1982. 3. sz. Miskolc. 11–14. old.
- L. L. L.: Feltárni és megvédeni. A Lilla-barlang. Déli Hírlap, 1986. október 25.